# Marie-Reine Guindorf
Marie-Reine Guindorf, née le 30 mars 1813 à Paris et morte en juin 1837 dans la même ville, est une féministe française, fondatrice, en août 1832, avec Désirée Véret, de La Femme libre, première revue faite par et pour des femmes, premier journal féministe français.

## Biographie

### Saint-simonienne
Marie Reine Guindorff naît en 1813 à Paris. Elle est devenue ouvrière lingère lorsqu'elle s'intéresse au rôle des femmes dans les actions du mouvement saint-simonien. Elle devient une militante active, participant au Degré ouvrier dirigée par Claire Bazard. Lorsque la décision du Père Enfantin de ne plus permettre aux femmes de progresser dans la hiérarchie est publiée dans Le Globe du 28 novembre 1831, elle fait partie des jeunes prolétaires qui s'éloignent de la communauté.

### Femme de presse
À 20 ans, en août 1832, Marie-Reine fonde, avec Désirée Véret, une petite brochure, conçue et réalisée uniquement par des femmes. Le premier titre est La Femme libre ; sous sa direction la revue devient l'Apostolat des femmes au deuxième numéro. 

« Cette publication n'est pas une spéculation, c'est une œuvre d'apostolat pour la liberté et l'association des femmes. Ayant senti profondément l'esclavage et la nullité qui pèsent sur notre sexe. Nous élevons la voix pour appeler les femmes à venir avec nous, réclamer la place que nous devons occuper dans le temple, dans l'État, et dans la famille. Notre but est l'association. Les femmes n'ayant eu jusqu'ici aucune organisation qui leur permit de se livrer à quelque chose de grand, n'ont pu s'occuper que de petites choses individuelles qui les ont laissées dans l'isolement. (...) Nous sommes Saint-Simoniennes, et c'est précisément pour cela que nous n'avons pas cet esprit exclusif qui repousse tout ce qui n'est pas soi. (...). »

 L'article est signé Marie-Reine, il ne comporte pas de nom de famille, comme l'ensemble des articles de cette publication.

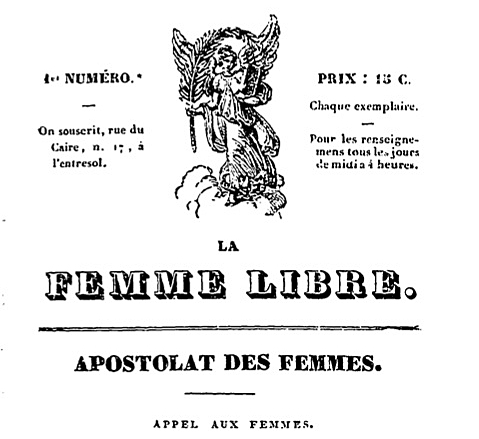

D'autres femmes les rejoignent, comme Suzanne Voilquin qui devient codirectrice à la sixième livraison. Marie-Reine et Suzanne vont poursuivre leur codirection et le groupe de femmes qui soutient la publication se regroupent en association, prenant le nom de La Femme nouvelle. Marie-Reine, de plus en plus occupée par le fouriérisme, finit par quitter le journal ; elle laisse la direction à Suzanne Voilquin qui poursuit la publication en changeant le titre qui devient La Tribune des femmes. 
En 1834, Marie-Reine se marie avec le jeune saint-simonien Constant Flichy, facteur de pianos, à son retour d'une mission en Méditerranée dirigée par Barrault. En 1836, elle donne naissance à un garçon, Étienne Édouard, qui est mis en nourrice.

### Suicide à 24 ans
À la fin de l'année 1836, Suzanne Voilquin habite pendant six semaines, jusqu'au 8 janvier 1837, dans l'appartement du jeune couple rue de Montmorency à Paris. Suzanne constate que son amie a tout pour pouvoir bien vivre, un mari qui l'aime, un jeune garçon de 15 mois et un appartement dû à la générosité des parents de Flichi qui ont perçu un héritage imprévu. Néanmoins Suzanne s'inquiète, de l'éloignement de son fils qui est toujours en nourrice, de l'activisme de Marie-Reine qui assiste régulièrement aux réunions d'un disciple de Charles Fourier, où il est question de la mise en pratique d'un premier phalanstère. Suzanne a déjà quitté ses amis lorsque Flichi vient la voir désespéré, cherchant Marie-Reine qui a disparu. Son corps est retrouvé, le 1er juillet 1837, dans la Seine au pont de Grenelle.